# Gärballon

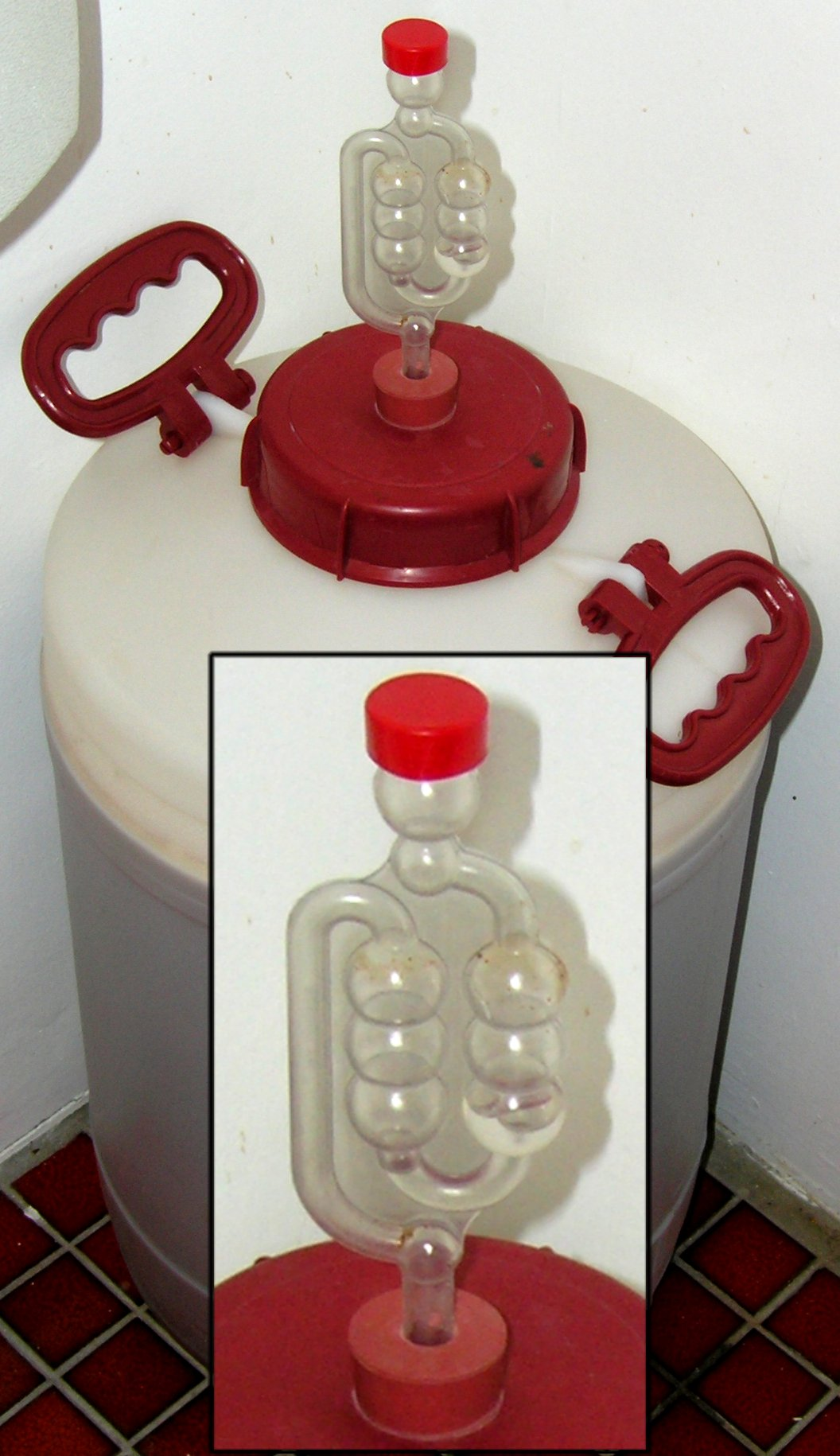
Ein Kunststoffbehälter mit Gärröhrchen.

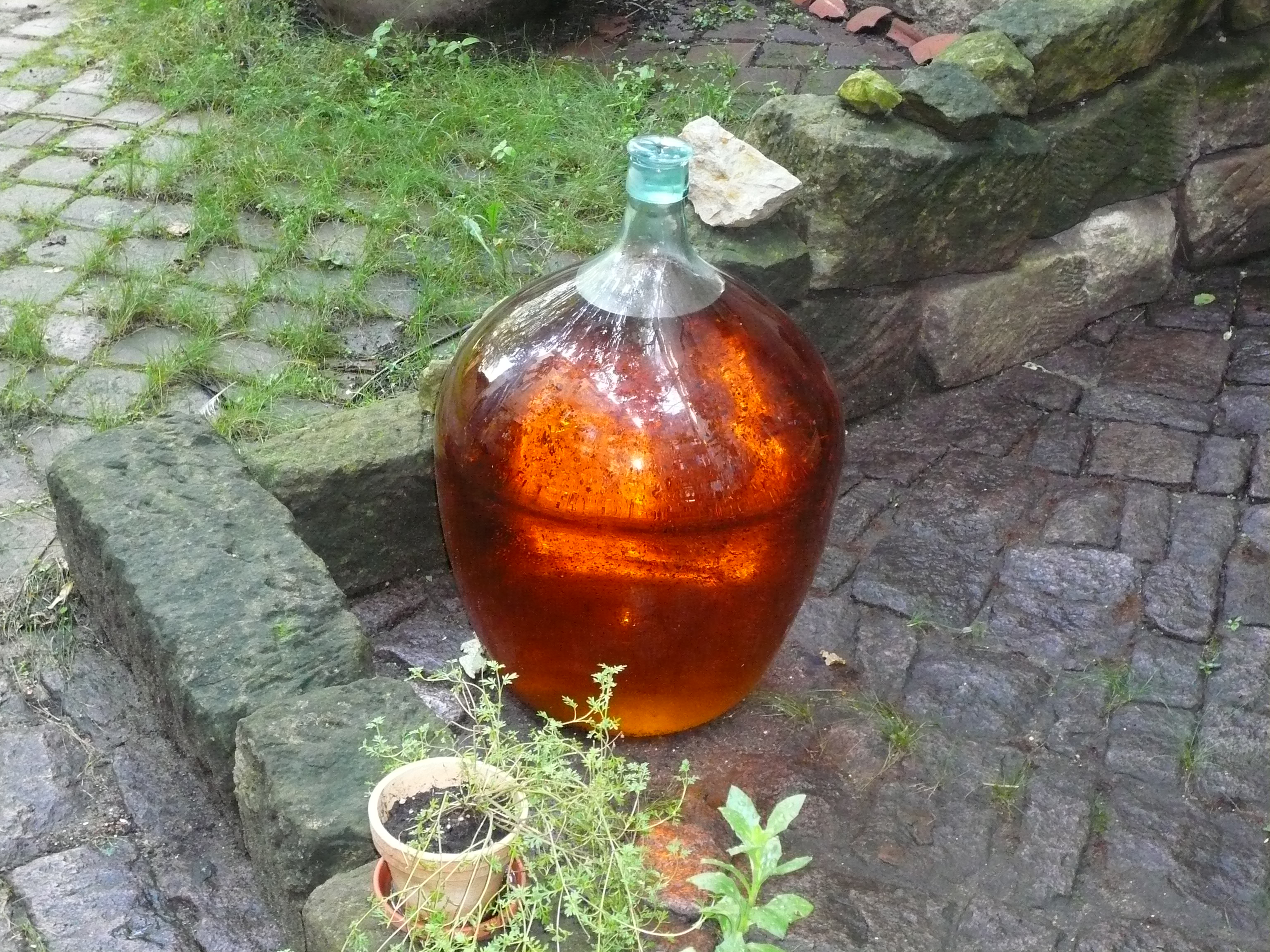
Ein gefüllter Glasballon. Durch Aufsatz eines Gärröhrchens wird aus einem Glasballon ein Gärballon.

Ein Gärballon (auch Gärfass genannt) ist ein großes, meist ballonförmiges Gefäß. Er wird für die Vergärung von Most, Fruchtsaft, Honig (Met) oder Bier verwendet. Zur Gärung wird der gefüllte Gärballon mit einem Gärröhrchen und einem Stöpsel oder einem Korken verschlossen.
Gärballone sind in der Regel aus Glas. Diese sind lebensmittelecht und verändern den Geschmack des Inhalts nicht. Außerdem ist es möglich durch das Glas den Gärprozess zu beobachten, sodass man genau beobachten kann, was im Behälter passiert und sich zum Beispiel Schimmel bildet. Ihr Fassungsvermögen beträgt in der Regel bis zu 25 Liter.

## Reinigung
Gärballone sollten zur Herstellung von Alkohol sauber und frei von Keimen sein.
Die Außenseite des Ballons kann man mit einem Schwamm und Spülmittel reinigen. Für die Innenseite empfiehlt es sich das Behältnis mit kochendem Wasser zu füllen und nach kurzer Einwirkzeit mit einer Bürste zu säubern. Für diesen Zweck gibt es auch verschiedene Spezialbürsten. Für das beste Ergebnis wiederholt man den Prozess einige Male.